# Giuseppe Mandelli
Giuseppe Mandelli (fl. XX secolo) è stato un allenatore di calcio e calciatore italiano.

## Carriera

### Giocatore
Fino al 1933 ha giocato nel Seregno; in seguito ha giocato con la Falck di Sesto San Giovanni, con cui nella stagione 1934-1935 ha vinto il campionato di Prima Divisione per poi giocare per tre stagioni consecutive in Serie C fino al 1938, anno in cui la società l'ha svincolato.

### Allenatore
Inizia la carriera allenando per tre stagioni consecutive la Breda nei campionati regionali lombardi, fino al 1943, anno in cui i tornei vengono sospesi a causa degli eventi legati alla Seconda guerra mondiale. Dopo la fine del conflitto, nella stagione 1947-1948 ha guidato il Seregno al 4º posto in classifica nel girone A del campionato di Serie B; dopo la vittoria del campionato nella stagione 1949-1950 ha allenato la squadra lombarda in serie cadetta anche nella stagione 1950-1951 ed in Serie C nella stagione 1951-1952. Successivamente nella stagione 1952-1953 centra un quinto posto in classifica in IV Serie sulla panchina dell'Abbiategrasso. Dopo una stagione al Cernusco in Promozione (il massimo livello regionale dell'epoca) torna al Seregno nel 1954; nella stagione 1954-1955 ottiene un secondo posto in classifica, mentre nella stagione 1955-1956 vince il campionato davanti alla Vimercatese ottenendo così la promozione in IV Serie; rimane sulla panchina del club brianzolo anche nella stagione 1956-1957, nella quale ottiene un nono posto in classifica in IV Serie. Nella stagione 1958-1959 ha allenato la Pro Sesto in IV Serie, ottenendo un decimo posto in classifica.

## Palmarès

### Giocatore

#### Competizioni nazionali
- Prima Divisione: 1

Acciaierie Falck: 1934-1935

### Allenatore

#### Competizioni nazionali
- Serie C: 1

Seregno: 1949-1950

#### Competizioni regionali
- Promozione: 1

Seregno: 1955-1956